# Gabriel Attal
Gabriel Attal (Clamart, 1989. március 16. –) 2024 januárjától 2024 szeptemberéig Franciaország miniszterelnöke, a centrista Reneszánsz párt politikusa. Ő az eddigi legfiatalabb kormányfője az országnak.
Attal 2016-ban kilépett a Szocialista Pártból, és Emmanuel Macron elnökválasztását támogatta. 2017-ben bejutott a parlamentbe, majd az oktatásügyi minisztérium államtitkára lett. Később kormányszóvivőként és államháztartásért felelős miniszterként is dolgozott. 2023 júliusában lett oktatásügyi miniszter, mielőtt Élisabeth Borne lemondását követően Macron miniszterelnökké nevezte ki. 2024 júliusában jelentette be lemondását, miután pártja nem tudott többséget szerezni a parlamenti választáson.

## Magánélete
Apja Yves Attal 2015-ben elhunyt tunéziai származású zsidó vallású ügyvéd és filmproducer, édesanyja az odesszai származású, ortodox keresztény vallású Marie de Couriss. Három fiatalabb testvérével együtt Párizsban nőttek fel. Nyíltan vállalta homoszexualitását, és partnere volt 2015 és 2022 között Stéphane Séjourné, aki Attal kormányában külügyminiszter lett.

## Közéleti tevékenysége
A politikai palettán azonban váltott, és a centrista, ill. talán inkább centrista-jobboldali En Marche politikai párthoz csatlakozott, amely később a La République En Marche (A Köztársaság Lendületben) nevet vette fel. Jelenlegi nevén ez a párt a Renaissance. Attal 2017-től képviselőként a francia parlament tagja, és kormánypárti politikusként az oktatásügyi minisztériumban államtitkári kinevezést kapott. Ezután kormányszóvivőként és államháztartásért felelős miniszterként is tevékenykedett, majd 2023 júliusában oktatásügyi miniszternek nevezték ki.
2023 decemberében a felmérések szerint ő volt a legnépszerűbb francia politikus. Élisabeth Borne leváltása nem volt szükségszerű, de Macron elnök döntése alapján a belpolitikai válságok megoldása lehet egy fiatal és népszerű politikus, ezért 2024. január 9-én kinevezték miniszterelnöknek.